# Liste des réserves naturelles nationales de France
Ne doit pas être confondu avec liste des réserves naturelles régionales de France.

Logotype des réserves naturelles de France.

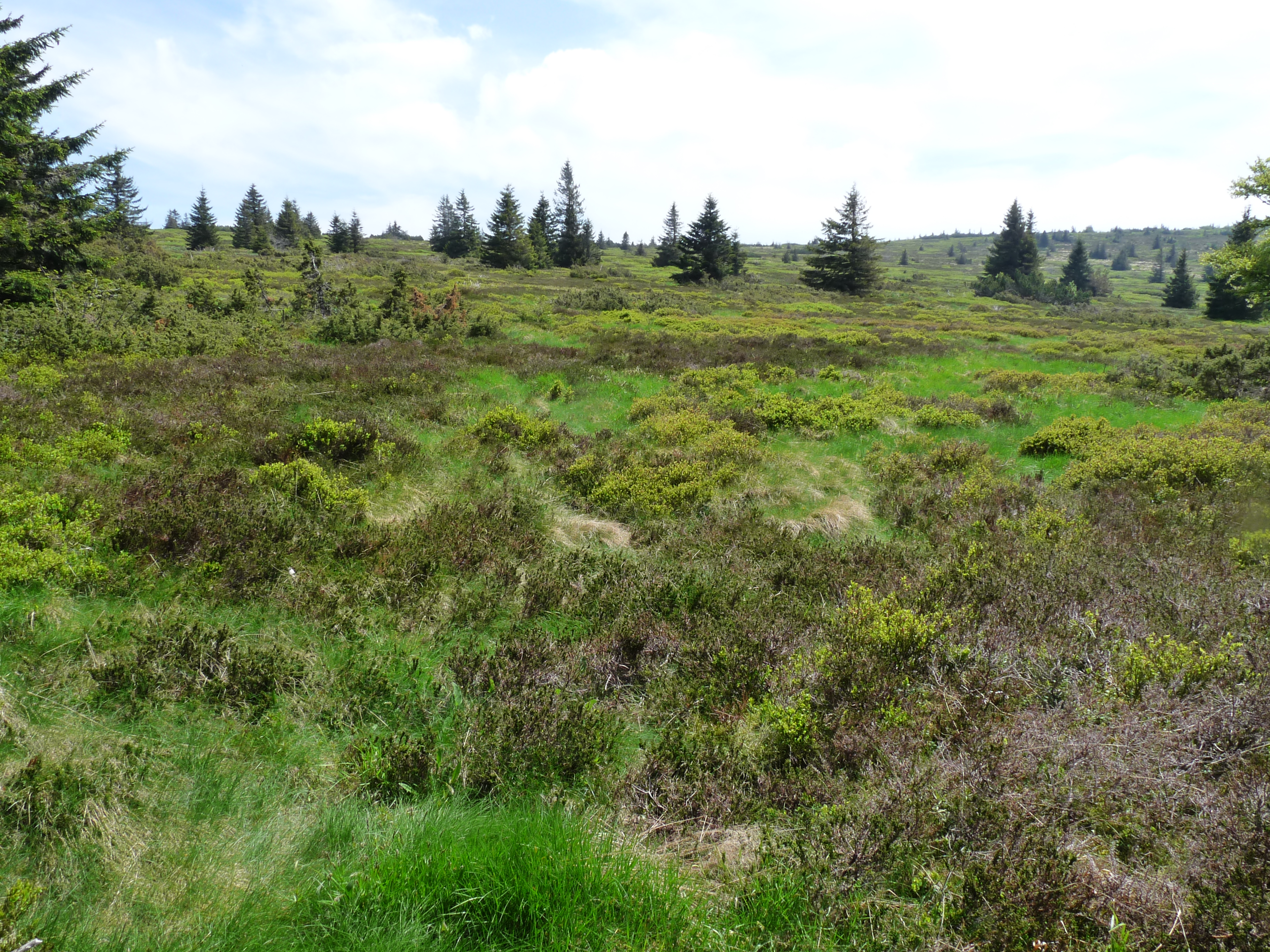
Réserve naturelle nationale du Tanet-Gazon du Faing, dans les Vosges, classée depuis 1988.

La liste des réserves naturelles nationales de France présente la liste des réserves naturelles nationales (RNN) se situant sur le territoire français,.
Depuis la loi « démocratie de proximité » de 2002, les six anciennes RNN 24, 51, 85, 120, 147 et 151, situées en Corse, sont à présent appelées réserves naturelles de Corse (RNC).
La plus ancienne RNN française est celle du lac Luitel, classée en 1961.
Selon l'INSEE : une réserve naturelle est « une partie du territoire où la faune, la flore, le sol, les eaux, les gisements de minéraux et de fossiles et, en général, le milieu qui représente une importance particulière est protégé. Il convient de soustraire ce territoire à toute intervention artificielle susceptible de le dégrader ».
Au 1er janvier 2025, on comptait 169 réserves naturelles nationales.

## Liste des réserves naturelles nationales
| Nom                                                                     | Région                                      | Département                                | Communes | Classement | Superficie (km²) | Code             | image |
| ----------------------------------------------------------------------- | ------------------------------------------- | ------------------------------------------ | --- | ---------- | ---------------- | ---------------- | ----- |
| Pointe de Givet                                                         | Grand Est                                   | Ardennes                                   | Charnois, Chooz, Foisches, Fromelennes, Givet, Rancennes | 1999       | 3,7              | RNN145           |       |
| Vireux-Molhain                                                          | Grand Est                                   | Ardennes                                   | Vireux-Molhain | 1991       | 0,02             | RNN104           |       |
| Forêt d'Orient                                                          | Grand Est                                   | Aube                                       | Amance, Brévonnes, Mathaux, Piney, Radonvilliers | 2002       | 15,6             | RNN154           |       |
| Étang de la Horre                                                       | Grand Est                                   | Aube, Haute-Marne                          | Droyes, Lentilles, Puellemontier | 2000       | 4,15             | RNN149           |       |
| Delta de la Sauer                                                       | Grand Est                                   | Bas-Rhin                                   | Munchhausen, Seltz | 1997       | 4,9              | RNN135           |       |
| Forêt d'Erstein                                                         | Grand Est                                   | Bas-Rhin                                   | Erstein | 1989       | 1,8              | RNN98            |       |
| Forêt d'Offendorf                                                       | Grand Est                                   | Bas-Rhin                                   | Offendorf | 1989       | 0,6              | RNN97            |       |
| Île de Rhinau                                                           | Grand Est                                   | Bas-Rhin                                   | Rhinau, Schœnau, Sundhouse | 1991       | 3,1              | RNN106           |       |
| Île du Rohrschollen                                                     | Grand Est                                   | Bas-Rhin                                   | Strasbourg | 1997       | 3,1              | RNN133           |       |
| Massif forestier de Strasbourg-Neuhof/Illkirch-Graffenstaden            | Grand Est                                   | Bas-Rhin                                   | Strasbourg, Illkirch-Graffenstaden | 2012       | 9,45             | RNN176           |       |
| Massif forestier de la Robertsau et de La Wantzenau                     | Grand Est                                   | Bas-Rhin                                   | Strasbourg, La Wantzenau | 2020       | 7,10             | RNN325           |       |
| Ballons comtois                                                         | Bourgogne-Franche-Comté, Grand Est          | Haute-Saône, Territoire de Belfort, Vosges | Auxelles-Haut, Château-Lambert, Lepuix-Gy, Miellin, Plancher-les-Mines, Saint-Maurice-sur-Moselle | 2002       | 22,6             | RNN153           |       |
| Frankenthal-Missheimle                                                  | Grand Est                                   | Haut-Rhin                                  | Stosswihr | 1995       | 7,5              | RNN126           |       |
| Petite Camargue alsacienne                                              | Grand Est                                   | Haut-Rhin                                  | Bartenheim, Kembs, Rosenau, Saint-Louis, Village-Neuf | 1982       | 9                | RNN60            |       |
| Massif du Ventron                                                       | Grand Est                                   | Haut-Rhin, Vosges                          | Cornimont, Fellering, Kruth, Ventron, Wildenstein | 1989       | 16,5             | RNN95            |       |
| Pâtis d'Oger et du Mesnil-sur-Oger                                      | Grand Est                                   | Marne                                      | Le Mesnil-sur-Oger, Oger | 2006       | 1,3              | RNN159           |       |
| Hettange-Grande                                                         | Grand Est                                   | Moselle                                    | Hettange-Grande | 1985       | 0,06             | RNN75            |       |
| Montenach                                                               | Grand Est                                   | Moselle                                    | Montenach | 1994       | 1,1              | RNN116           |       |
| Rochers et Tourbières du Pays de Bitche                                 | Grand Est                                   | Moselle                                    | Baerenthal, Éguelshardt, Mouterhouse, Philippsbourg, Roppeviller, Sturzelbronn | 1998       | 3,6              | RNN141           |       |
| Tanet-Gazon-du-Faing                                                    | Grand Est                                   | Vosges                                     | Le Valtin, Plainfaing | 1988       | 5                | RNN93            |       |
| Tourbière de Machais                                                    | Grand Est                                   | Vosges                                     | La Bresse | 1988       | 1,4              | RNN94            |       |
| Astroblème de Rochechouart-Chassenon                                    | Nouvelle-Aquitaine                          | Haute-Vienne, Charente                     | Chassenon, Chéronnac, Pressignac, Rochechouart, Videix | 2008       | 0,5              | RNN169           |       |
| Baie de l'Aiguillon                                                     | Pays de la Loire, Nouvelle-Aquitaine        | Charente-Maritime, Vendée                  | L'Aiguillon-sur-Mer, Champagné-les-Marais, Puyravault, Sainte-Radégonde-des-Noyers, Saint-Michel-en-l'Herm,Triaize | 1996       | 23               | RNN130 et RNN146 |       |
| Lilleau des Niges                                                       | Nouvelle-Aquitaine                          | Charente-Maritime                          | Les Portes-en-Ré | 1980       | 1,2              | RNN45            |       |
| Marais d'Yves                                                           | Nouvelle-Aquitaine                          | Charente-Maritime                          | Yves | 1981       | 12,06            | RNN53            |       |
| Moëze-Oléron                                                            | Nouvelle-Aquitaine                          | Charente-Maritime                          | Moëze | 1985       | 67,2             | RNN77            |       |
| Étang des Landes                                                        | Nouvelle-Aquitaine                          | Creuse                                     | Lussat | 2004       | 1,7              | RNN158           |       |
| Toarcien                                                                | Nouvelle-Aquitaine                          | Deux-Sèvres                                | Sainte-Verge | 1987       | 0,006            | RNN91            |       |
| Banc d'Arguin                                                           | Nouvelle-Aquitaine                          | Gironde                                    | La Teste-de-Buch | 1972       | 43,6             | RNN5             |       |
| Dunes et marais d'Hourtin                                               | Nouvelle-Aquitaine                          | Gironde                                    | Hourtin | 2009       | 21,5             | RNN172           |       |
| Étang de Cousseau                                                       | Nouvelle-Aquitaine                          | Gironde                                    | Lacanau | 1976       | 6                | RNN31            |       |
| Géologique de Saucats et la Brède                                       | Nouvelle-Aquitaine                          | Gironde                                    | La Brède, Saucats | 1982       | 0,8              | RNN62            |       |
| Marais de Bruges                                                        | Nouvelle-Aquitaine                          | Gironde                                    | Bruges | 1983       | 2,6              | RNN64            |       |
| Prés salés d'Arès et de Lège-Cap-Ferret                                 | Nouvelle-Aquitaine                          | Gironde                                    | Arès, Lège-Cap-Ferret | 1983       | 5                | RNN65            |       |
| Tourbière des Dauges                                                    | Nouvelle-Aquitaine                          | Haute-Vienne                               | Saint-Léger-la-Montagne | 1998       | 2                | RNN144           |       |
| Arjuzanx                                                                | Nouvelle-Aquitaine                          | Landes                                     | Morcenx-la-Nouvelle, Rion-des-Landes, Villenave | 2022       | 22,05            | RNN335           |       |
| Courant d'Huchet                                                        | Nouvelle-Aquitaine                          | Landes                                     | Léon, Moliets-et-Maa, Vielle-Saint-Girons | 1981       | 6,2              | RNN57            |       |
| Étang Noir                                                              | Nouvelle-Aquitaine                          | Landes                                     | Seignosse, Tosse | 1974       | 0,5              | RNN17            |       |
| Marais d'Orx                                                            | Nouvelle-Aquitaine                          | Landes                                     | Labenne, Orx, Saint-André-de-Seignanx | 1995       | 7,8              | RNN123           |       |
| Étang de la Mazière                                                     | Nouvelle-Aquitaine                          | Lot-et-Garonne                             | Villeton | 1985       | 0,7              | RNN76            |       |
| Frayère d'Alose                                                         | Nouvelle-Aquitaine                          | Lot-et-Garonne                             | Agen, Le Passage | 1981       | 0,5              | RNN52            |       |
| Vallée d'Ossau                                                          | Nouvelle-Aquitaine                          | Pyrénées-Atlantiques                       | Aste-Béon, Bielle, Bilhères, Castet | 1974       | 0,8              | RNN20            |       |
| Pinail                                                                  | Nouvelle-Aquitaine                          | Vienne                                     | Vouneuil-sur-Vienne | 1980       | 1,35             | RNN44            |       |
| Grotte de Hautecourt                                                    | Auvergne-Rhône-Alpes                        | Ain                                        | Hautecourt-Romanèche | 1980       | 0,1              | RNN47            |       |
| Haute Chaîne du Jura                                                    | Auvergne-Rhône-Alpes                        | Ain                                        | Bellegarde-sur-Valserine, Chézery-Forens, Collonges, Confort, Crozet, Divonne-les-Bains, Échenevex, Farges, Gex, Lancrans, Léaz, Lélex, Mijoux, Péron, Saint-Jean-de-Gonville, Sergy, Thoiry, Vesancy | 1993       | 109,1            | RNN112           |       |
| Haut-Rhône français                                                     | Auvergne-Rhône-Alpes                        | Ain, Isère, Savoie                         | Aoste, Le Bouchage, Brangues, Brégnier-Cordon, Briord, Champagneux, Creys-Mépieu, Les Avenières, Lhuis, Murs-et-Gélignieux, Saint-Benoît, Saint-Genix-sur-Guiers, Saint-Victor-de-Morestel | 2013       | 17,07            | RNN178           |       |
| Marais de Lavours                                                       | Auvergne-Rhône-Alpes                        | Ain                                        | Béon, Ceyzérieu, Culoz | 1984       | 4,7              | RNN68            |       |
| Val d'Allier                                                            | Auvergne-Rhône-Alpes                        | Allier                                     | Bessay-sur-Allier, Bressolles, Chemilly, Châtel-de-Neuvre, Contigny, La Ferté-Hauterive, Monétay-sur-Allier, Saint-Loup, Toulon-sur-Allier | 1994       | 14,5             | RNN119           |       |
| Île de la Platière                                                      | Auvergne-Rhône-Alpes                        | Drôme, Isère Loire                         | Limony, Le Péage-de-Roussillon, Sablons, Saint-Pierre-de-Bœuf, Salaise-sur-Sanne, Serrières | 1986       | 4,8              | RNN79            |       |
| Hauts plateaux du Vercors                                               | Auvergne-Rhône-Alpes                        | Drôme, Isère                               | Châtillon-en-Diois, Chichilianne, Corrençon-en-Vercors, Gresse-en-Vercors, La Chapelle-en-Vercors, Laval-d'Aix, Romeyer, Saint-Agnan-en-Vercors, Saint-Andéol, Saint-Martin-de-Clelles, Saint-Michel-les-Portes, Treschenu-Creyers | 1985       | 170,3            | RNN74            |       |
| Ramières du val de Drôme                                                | Auvergne-Rhône-Alpes                        | Drôme                                      | Allex, Chabrillan, Eurre, Grâne, Livron | 1987       | 3,5              | RNN89            |       |
| Aiguilles Rouges                                                        | Auvergne-Rhône-Alpes                        | Haute-Savoie                               | Chamonix-Mont-Blanc, Vallorcine | 1974       | 32,8             | RNN18            |       |
| Bout-du-Lac d'Annecy                                                    | Auvergne-Rhône-Alpes                        | Haute-Savoie                               | Doussard | 1975       | 0,9              | RNN21            |       |
| Carlaveyron                                                             | Auvergne-Rhône-Alpes                        | Haute-Savoie                               | Les Houches | 1991       | 6                | RNN103           |       |
| Contamines-Montjoie                                                     | Auvergne-Rhône-Alpes                        | Haute-Savoie                               | Contamines-Montjoie | 1979       | 55               | RNN38            |       |
| Delta de la Dranse                                                      | Auvergne-Rhône-Alpes                        | Haute-Savoie                               | Publier | 1980       | 0,5              | RNN43            |       |
| Passy                                                                   | Auvergne-Rhône-Alpes                        | Haute-Savoie                               | Passy | 1980       | 17,2             | RNN50            |       |
| Roc de Chère                                                            | Auvergne-Rhône-Alpes                        | Haute-Savoie                               | Talloires | 1977       | 0,7              | RNN36            |       |
| Sixt-Passy                                                              | Auvergne-Rhône-Alpes                        | Haute-Savoie                               | Passy, Sixt-Fer-à-Cheval | 1977       | 92               | RNN35            |       |
| Vallon de Bérard                                                        | Auvergne-Rhône-Alpes                        | Haute-Savoie                               | Vallorcine | 1992       | 5,4              | RNN107           |       |
| Étang du Grand-Lemps                                                    | Auvergne-Rhône-Alpes                        | Isère                                      | Châbons, Le Grand-Lemps | 1993       | 0,5              | RNN115           |       |
| Haute vallée du Béranger                                                | Auvergne-Rhône-Alpes                        | Isère                                      | Valjouffrey | 1974       | 0,8              | RNN14            |       |
| Haute Vallée du Vénéon                                                  | Auvergne-Rhône-Alpes                        | Isère                                      | Saint-Christophe-en-Oisans | 1974       | 0,6              | RNN13            |       |
| Lac Luitel                                                              | Auvergne-Rhône-Alpes                        | Isère                                      | Séchilienne | 1961       | 0,2              | RNN1             |       |
| Les Hauts de Chartreuse                                                 | Auvergne-Rhône-Alpes                        | Isère, Savoie                              | Apremont, Chapareillan, Entremont-le-Vieux, Marches, Saint-Bernard-du-Touvet, Sainte-Marie-du-Mont, Saint-Pancrace, Saint-Pierre-de-Chartreuse, Saint-Pierre-d'Entremont (Isère), Saint-Pierre-d'Entremont (Savoie) | 1997       | 44,2             | RNN136           |       |
| Gorges de l'Ardèche                                                     | Occitanie, Auvergne-Rhône-Alpes             | Gard, Ardèche                              | Aiguèze, Bidon, Le Garn, Labastide-de-Virac, Saint-Marcel-d'Ardèche, Saint-Martin-d'Ardèche, Saint-Remèze, Vallon-Pont-d'Arc | 1980       | 19,5             | RNN41            |       |
| Chastreix-Sancy                                                         | Auvergne-Rhône-Alpes                        | Puy-de-Dôme                                | Besse-et-Saint-Anastaise, Chambon-sur-Lac, Chastreix, Mont-Dore, Picherande | 2007       | 19               | RNN165           |       |
| Rocher de la Jaquette                                                   | Auvergne-Rhône-Alpes                        | Puy-de-Dôme                                | Mazoires | 1976       | 0,2              | RNN34            |       |
| Sagnes de La Godivelle                                                  | Auvergne-Rhône-Alpes                        | Puy-de-Dôme                                | La Godivelle | 1975       | 0,2              | RNN23            |       |
| Vallée de Chaudefour                                                    | Auvergne-Rhône-Alpes                        | Puy-de-Dôme                                | Chambon-sur-Lac | 1991       | 8,2              | RNN105           |       |
| La Bailletaz                                                            | Auvergne-Rhône-Alpes                        | Savoie                                     | Val-d'Isère | 2000       | 4,95             | RNN150           |       |
| Grande Sassière                                                         | Auvergne-Rhône-Alpes                        | Savoie                                     | Tignes | 1973       | 22,3             | RNN7             |       |
| Hauts de Villaroger                                                     | Auvergne-Rhône-Alpes                        | Savoie                                     | Villaroger | 1991       | 10,6             | RNN101           |       |
| Plan de Tuéda                                                           | Auvergne-Rhône-Alpes                        | Savoie                                     | Les Allues | 1990       | 11,1             | RNN100           |       |
| Tignes-Champagny                                                        | Auvergne-Rhône-Alpes                        | Savoie                                     | Champagny, Tignes | 1963       | 13,2             | RNN2             |       |
| La Combe Lavaux-Jean Roland                                             | Bourgogne-Franche-Comté                     | Côte-d'Or                                  | Brochon, Gevrey-Chambertin | 2004       | 4,9              | RNN157           |       |
| Lac de Remoray                                                          | Bourgogne-Franche-Comté                     | Doubs                                      | Labergement-Sainte-Marie, Remoray-Boujeons | 1980       | 3,5              | RNN46            |       |
| Ravin de Valbois                                                        | Bourgogne-Franche-Comté                     | Doubs                                      | Cléron, Chassagne-Saint-Denis | 1983       | 2,35             | RNN66            |       |
| Grotte du Carrousel                                                     | Bourgogne-Franche-Comté                     | Haute-Saône                                | Conflandey, Port-sur-Saône | 1990       | 0,02             | RNN99            |       |
| Sabot de Frotey                                                         | Bourgogne-Franche-Comté                     | Haute-Saône                                | Frotey-lès-Vesoul | 1981       | 1                | RNN54            |       |
| Grotte de Gravelle                                                      | Bourgogne-Franche-Comté                     | Jura                                       | Macornay | 1992       | 0,01             | RNN110           |       |
| Île du Girard                                                           | Bourgogne-Franche-Comté                     | Jura                                       | Gevry, Rahon, Molay, Parcey | 1982       | 1,35             | RNN61            |       |
| Val de Loire                                                            | Bourgogne-Franche-Comté, Centre             | Nièvre, Cher                               | Couargues, Herry, La Chapelle-Montlinard, La Charité-sur-Loire, Mesves-sur-Loire, Pouilly-sur-Loire, Tracy-sur-Loire | 1995       | 14,5             | RNN127           |       |
| La Truchère-Ratenelle                                                   | Bourgogne-Franche-Comté                     | Saône-et-Loire                             | La Truchère, Ratenelle | 1980       | 0,9              | RNN49            |       |
| Bois du Parc                                                            | Bourgogne-Franche-Comté                     | Yonne                                      | Mailly-le-Château | 1979       | 0,45             | RNN39            |       |
| Baie de Saint-Brieuc                                                    | Bretagne                                    | Côtes-d'Armor                              | Hillion, Langueux, Morieux, Saint-Brieuc, Yffiniac | 1998       | 11,4             | RNN140           |       |
| Sept-Îles                                                               | Bretagne                                    | Côtes-d'Armor                              | Perros-Guirec | 1976       | 197              | RNN32            |       |
| Iroise                                                                  | Bretagne                                    | Finistère                                  | Le Conquet | 1992       | 11,29            | RNN108           |       |
| Saint-Nicolas des Glénan                                                | Bretagne                                    | Finistère                                  | Fouesnant | 1974       | 0,15             | RNN10            |       |
| Venec                                                                   | Bretagne                                    | Finistère                                  | Brennilis | 1993       | 0,5              | RNN111           |       |
| François Le Bail (île de Groix)                                         | Bretagne                                    | Morbihan                                   | Groix | 1982       | 1                | RNN63            |       |
| Marais de Séné                                                          | Bretagne                                    | Morbihan                                   | Séné | 1996       | 4,1              | RNN131           |       |
| Chaumes du Verniller                                                    | Centre                                      | Cher                                       | La Chapelle-Saint-Ursin, Morthomiers | 2014       | 0,8              | RNN179           |       |
| Chérine                                                                 | Centre                                      | Indre                                      | Saint-Michel-en-Brenne | 1985       | 3,94             | RNN78            |       |
| Vallées de la Grand-Pierre et Vitain                                    | Centre                                      | Loir-et-Cher                               | Averdon, Marolles | 1979       | 2.75             | RNN37            |       |
| Saint-Mesmin                                                            | Centre                                      | Loiret                                     | Saint-Pryvé-Saint-Mesmin, Mareau-aux-Prés, La Chapelle-Saint-Mesmin, Chaingy, Saint-Ay | 1975       | 2,6              | RNN26            |       |
| La Désirade                                                             | Guadeloupe                                  |                                            | La Désirade | 2011       | 0,6              | RNN173           |       |
| Îles de la Petite-Terre                                                 | Guadeloupe                                  |                                            | La Désirade | 1998       | 9,9              | RNN142           |       |
| Saint-Barthélemy                                                        | Guadeloupe                                  |                                            | Saint-Barthélemy | 1996       | 12               | RNN132           |       |
| Saint-Martin                                                            | Guadeloupe                                  |                                            | Saint-Martin | 1998       | 30,6             | RNN143           |       |
| L'Amana                                                                 | Guyane                                      | Guyane                                     | Awala-Yalimapo, Mana | 1998       | 148              | RNN138           |       |
| Île du Grand Connétable                                                 | Guyane                                      | Guyane                                     | Régina | 1992       | 78,5             | RNN109           |       |
| La Trinité                                                              | Guyane                                      | Guyane                                     | Mana, Saint-Élie | 1996       | 760              | RNN129           |       |
| Marais de Kaw-Roura                                                     | Guyane                                      | Guyane                                     | Régina, Roura | 1998       | 947              | RNN139           |       |
| Mont Grand Matoury                                                      | Guyane                                      | Guyane                                     | Matoury | 2006       | 21,2             | RNN160           |       |
| Nouragues                                                               | Guyane                                      | Guyane                                     | Régina, Roura | 1995       | 1000             | RNN128           |       |
| Grotte du T.M. 71                                                       | Occitanie                                   | Aude                                       | Fontanès-de-Sault | 1987       | 1                | RNN88            |       |
| Néouvielle                                                              | Occitanie                                   | Hautes-Pyrénées                            | Aragnouet, Saint-Lary-Soulan, Vielle-Aure | 1968       | 23,1             | RNN4             |       |
| Bagnas                                                                  | Occitanie                                   | Hérault                                    | Agde, Marseillan | 1983       | 5,6              | RNN67            |       |
| L'Estagnol                                                              | Occitanie                                   | Hérault                                    | Villeneuve-lès-Maguelone | 1975       | 0,8              | RNN27            |       |
| Roque-Haute                                                             | Occitanie                                   | Hérault                                    | Portiragnes, Vias | 1975       | 1,5              | RNN25            |       |
| Intérêt géologique du département du Lot                                | Occitanie                                   | Lot                                        | Bach, Beauregard, Bouziès, Cabrerets, Cajarc, Calvignac, Cénevières, Concots, Crayssac, Crégols, Escamps, Larnagol, Limogne-en-Quercy, Puyjourdes, Saillac, Saint-Chels, Saint-Cirq-Lapopie, Saint-Jean-de-Laur, Saint-Martin-Labouval, Varaire, Vaylats | 2015       | 8,0              | RNN180           |       |
| Cerbère-Banyuls                                                         | Occitanie                                   | Pyrénées-Orientales                        | Banyuls-sur-Mer, Cerbère | 1974       | 6,5              | RNN9             |       |
| Conat                                                                   | Occitanie                                   | Pyrénées-Orientales                        | Conat | 1986       | 5,5              | RNN82            |       |
| Forêt de la Massane                                                     | Occitanie                                   | Pyrénées-Orientales                        | Argelès-sur-Mer | 1973       | 3,4              | RNN6             |       |
| Jujols                                                                  | Occitanie                                   | Pyrénées-Orientales                        | Jujols | 1986       | 4,7              | RNN83            |       |
| Mantet                                                                  | Occitanie                                   | Pyrénées-Orientales                        | Mantet | 1984       | 30,3             | RNN72            |       |
| Mas-Larrieu                                                             | Occitanie                                   | Pyrénées-Orientales                        | Argelès-sur-Mer, Elne | 1984       | 1,45             | RNN70            |       |
| Nohèdes                                                                 | Occitanie                                   | Pyrénées-Orientales                        | Nohèdes | 1986       | 21,4             | RNN84            |       |
| Prats-de-Mollo-la-Preste                                                | Occitanie                                   | Pyrénées-Orientales                        | Prats-de-Mollo-la-Preste | 1986       | 21,9             | RNN81            |       |
| Py                                                                      | Occitanie                                   | Pyrénées-Orientales                        | Py | 1984       | 39,3             | RNN71            |       |
| Vallée d'Eyne                                                           | Occitanie                                   | Pyrénées-Orientales                        | Eyne | 1993       | 11,8             | RNN113           |       |
| Étang de Saint-Paul                                                     | La Réunion                                  | La Réunion                                 | Saint-Paul | 2008       | 4,5              | RNN166           |       |
| Réserve naturelle marine de La Réunion                                  | La Réunion                                  | La Réunion                                 | Les Avirons, L'Étang-Salé, Saint-Leu, Saint-Paul, Les Trois-Bassins | 2007       | 35               | RNN164           |       |
| Sites géologiques de l'Essonne                                          | Île-de-France                               | Essonne                                    | Auvers-Saint-Georges, Chauffour-lès-Étréchy, Ormoy-la-Rivière, Saint-Hilaire, Saulx-les-Chartreux | 1989       | 0,3              | RNN96            |       |
| La Bassée                                                               | Île-de-France                               | Seine-et-Marne                             | Gouaix, Grisy-sur-Seine, Jaulnes, Mouy, Noyen-sur-Seine, Les Ormes-sur-Voulzie, Everly | 2002       | 8,5              | RNN155           |       |
| Coteaux de la Seine                                                     | Île-de-France                               | Val-d'Oise, Yvelines                       | Bennecourt, Gommecourt, Haute-Isle, La Roche-Guyon, Vétheuil | 2009       | 2,7              | RNN170           |       |
| Étangs et rigoles d'Yveline                                             | Île-de-France                               | Yvelines                                   | Auffargis, La Verrière, Le Mesnil-Saint-Denis, Le Perray-en-Yvelines, Les Bréviaires, Les Essarts-le-Roi, Trappes, Vieille-Église-en-Yvelines | 2021       | 3,1              | RNN80            |       |
| Îlets de Sainte-Anne                                                    | Martinique                                  | Martinique                                 | Saint-Anne | 1995       | 0,06             | RNN125           |       |
| Presqu'île de la Caravelle                                              | Martinique                                  | Martinique                                 | La Trinité | 1976       | 3,9              | RNN29            |       |
| Îlot Mbouzi                                                             | Mayotte                                     | Mayotte                                    | Mamoudzou | 2007       | 1,42             | RNN162           |       |
| Forêts de Mayotte                                                       | Mayotte                                     | Mayotte                                    | Acoua, Bandrélé, Bandraboua, Chiconi, Chirongui, Dembeni, Kani-Kéli, Koungou, Mtsamboro, Mamoudzou, Ouangani, Sada, Tsingoni | 2021       | 28,01            | RNN328           |       |
| Landes de Versigny                                                      | Hauts-de-France                             | Aisne                                      | Versigny | 1995       | 1,0759           | RNN124           |       |
| Marais de Vesles-et-Caumont                                             | Hauts-de-France                             | Aisne                                      | Vesles-et-Caumont | 1997       | 1,1              | RNN134           |       |
| Marais d'Isle                                                           | Hauts-de-France                             | Aisne                                      | Rouvroy, Saint-Quentin | 1981       | 0,5              | RNN58            |       |
| Dune Marchand                                                           | Hauts-de-France                             | Nord                                       | Bray-Dunes, Zuydcoote | 1974       | 0,113            | RNN19            |       |
| Tourbière alcaline de Marchiennes                                       | Hauts-de-France                             | Nord                                       | Marchiennes | 2022       | 0,338            | RNN334           |       |
| Étangs du Romelaëre                                                     | Hauts-de-France                             | Nord, Pas-de-Calais                        | Nieurlet, Saint-Omer | 2008       | 1                | RNN168           |       |
| Baie de Canche                                                          | Hauts-de-France                             | Pas-de-Calais                              | Camiers, Étaples, Lefaux | 1987       | 5,1              | RNN87            |       |
| Grottes et pelouses d'Acquin-Westbécourt et coteaux de Wavrans-sur-l'Aa | Hauts-de-France                             | Pas-de-Calais                              | Acquin-Westbécourt, Wavrans-sur-l'Aa | 2008       | 0,5              | RNN167           |       |
| Platier d'Oye                                                           | Hauts-de-France                             | Pas-de-Calais                              | Oye-Plage | 1987       | 3,9              | RNN86            |       |
| Baie de Somme                                                           | Hauts-de-France                             | Somme                                      | Saint-Quentin-en-Tourmont | 1994       | 30               | RNN118           |       |
| Étang Saint-Ladre                                                       | Hauts-de-France                             | Somme                                      | Boves | 1979       | 0,1              | RNN40            |       |
| Coteau de Mesnil-Soleil                                                 | Normandie                                   | Calvados                                   | Damblainville, Versainville | 1981       | 0,25             | RNN55            |       |
| Falaise du Cap-Romain                                                   | Normandie                                   | Calvados                                   | Bernières-sur-Mer, Saint-Aubin-sur-Mer | 1984       | 0,2              | RNN69            |       |
| Forêt domaniale de Cerisy                                               | Normandie                                   | Calvados                                   | Cerisy-la-Forêt, Montfiquet | 1976       | 21,2             | RNN28            |       |
| Estuaire de la Seine                                                    | Normandie                                   | Calvados, Eure, Seine-Maritime             | Berville-sur-Mer, Conteville, La Cerlangue, Saint-Samson-de-la-Roque, Saint-Vigor-d'Ymonville, Sandouville, Tancarville | 1997       | 85,3             | RNN137           |       |
| Marais Vernier                                                          | Normandie                                   | Eure                                       | Sainte-Opportune-la-Mare, Bouquelon | 2013       | 1,5              | RNN177           |       |
| Domaine de Beauguillot                                                  | Normandie                                   | Manche                                     | Sainte-Marie-du-Mont | 1980       | 5,05             | RNN42            |       |
| Mare de Vauville                                                        | Normandie                                   | Manche                                     | Vauville | 1976       | 0,6              | RNN30            |       |
| Sangsurière et Adriennerie                                              | Normandie                                   | Manche                                     | Doville | 1991       | 4                | RNN102           |       |
| Tourbière de Mathon                                                     | Normandie                                   | Manche                                     | Lessay | 1973       | 0,2              | RNN8             |       |
| Lac de Grand-Lieu                                                       | Pays de la Loire                            | Loire-Atlantique                           | Saint-Philbert-de-Grand-Lieu | 1980       | 27               | RNN48            |       |
| Casse de la Belle Henriette                                             | Pays de la Loire                            | Vendée                                     | La Faute-sur-Mer, La Tranche-sur-Mer | 2011       | 3,4              | RNN174           |       |
| Marais de Müllembourg                                                   | Pays de la Loire                            | Vendée                                     | Noirmoutier-en-l'Île | 1994       | 0,5              | RNN121           |       |
| Saint-Denis-du-Payré                                                    | Pays de la Loire                            | Vendée                                     | Saint-Denis-du-Payré | 1976       | 2,1              | RNN33            |       |
| Géologique de Haute-Provence                                            | Provence-Alpes-Côte d'Azur                  | Alpes-de-Haute-Provence                    | Aiglun, Angles, Archail, Authon, Auzet, Bargème, Barles, Barras, Barrême, Beaujeu, Beynes, Blieux, Bras-d'Asse, Brenon, Castellane, Le Castellard-Mélan, Champtercier, Chaudon-Norante,Châteauredon, Châteauvieux, Clumanc, Comps-sur-Artuby, Digne-les-Bains, Draix, Entrages, Estoublon, Hautes-Duyes, La Javie, La Martre, Lambruisse, La Palud-sur-Verdon, La Robine-sur-Galabre, Le Bourguet, Le Brusquet, Le Chaffaut, Le Vernet, Majastres, Mallemoisson, Marcoux, Mezel, Mirabeau, Montclar,Moriez, Moustiers-Sainte-Marie, Prads-Haute-Bleone, Rougon, Saint-André-les-Alpes, Saint-Geniez, Saint-Jacques, Saint-Julien-d'Asse, Saint-Lions, Selonnet, Senez, Seyne-les-Alpes, Tartonne, Thoard, Trigance, Verdaches, Vergons | 1984       | 2,7              | RNN73            |       |
| Géologique du Luberon                                                   | Provence-Alpes-Côte d'Azur                  | Alpes-de-Haute-Provence, Vaucluse          | Aubenas-les-Alpes, Bonnieux, Cabrières-d'Aigues, Caseneuve, Cheval-Blanc, Céreste, Cucuron, Montfuron, Montjustin, Murs, Oppedette, Reillanne, Revest-des-Brousses, Saignon, Saint-Maime, Saint-Martin-de-Castillon, Saint-Saturnin-lès-Apt, Vachères, Viens, Villeneuve | 1987       | 4                | RNN90            |       |
| Camargue                                                                | Provence-Alpes-Côte d'Azur                  | Bouches-du-Rhône                           | Arles, Saintes-Maries-de-la-Mer | 1975       | 131,2            | RNN22            |       |
| Coussouls de Crau                                                       | Provence-Alpes-Côte d'Azur                  | Bouches-du-Rhône                           | Arles, Eyguières, Fos-sur-Mer, Istres, Miramas, Saint-Martin-de-Crau, Salon-de-Provence | 2001       | 74,1             | RNN152           |       |
| Marais du Vigueirat                                                     | Provence-Alpes-Côte d'Azur                  | Bouches-du-Rhône                           | Arles | 2011       | 9,2              | RNN175           |       |
| Sainte-Victoire                                                         | Provence-Alpes-Côte d'Azur                  | Bouches-du-Rhône                           | Beaurecueil | 1994       | 1,4              | RNN117           |       |
| Cirque du grand lac des Estaris                                         | Provence-Alpes-Côte d'Azur                  | Hautes-Alpes                               | Orcières | 1974       | 1,45             | RNN15            |       |
| Haute Vallée de la Séveraisse                                           | Provence-Alpes-Côte d'Azur                  | Hautes-Alpes                               | La Chapelle-en-Valgaudémar | 1974       | 1,55             | RNN11            |       |
| Ristolas - Mont-Viso                                                    | Provence-Alpes-Côte d'Azur                  | Hautes-Alpes                               | Ristolas | 2007       | 23               | RNN163           |       |
| Plaine des Maures                                                       | Provence-Alpes-Côte d'Azur                  | Var                                        | Le Cannet-des-Maures, La Garde-Freinet, Le Luc-en-Provence, Les Mayons, Vidauban | 2009       | 52,8             | RNN171           |       |
| Archipel des Glorieuses                                                 | Terres australes et antarctiques françaises |                                            | Îles Glorieuses | 2021       | 43792            | RNN330           |       |
| Terres australes françaises                                             | Terres australes et antarctiques françaises |                                            | Amsterdam, Crozet, Kerguelen, Saint-Paul | 2006       | 1662000          | RNN161           |       |

## Réserves naturelles nationales déclassées
Les réserves naturelles suivantes ont été déclassées à la suite de leur intégration dans d'autres aires protégées.
| Code   | Nom                          | Région                     | Classement        | Déclassement                                          | Remarque                                                |
| ------ | ---------------------------- | -------------------------- | ----------------- | ----------------------------------------------------- | ------------------------------------------------------- |
| RNN3   |                              |                            |                   |                                                       |                                                         |
| RNN12  | Haute Vallée de Saint-Pierre | Provence-Alpes-Côte d'Azur | 15 mai 1974       | décret no 2019-1466 du 26 décembre 2019               | intégrée au parc national des Écrins                    |
| RNN16  | Pics du Combeynot            | Provence-Alpes-Côte d'Azur | 15 mai 1974       | décret no 2019-1466 du 26 décembre 2019               | intégrée au parc national des Écrins                    |
| RNN56  | Saint-Philippe mare longue   | La Réunion                 | 28 août 1981      | article 32 du décret no 2007-296 du 5 mars 2007       | intégrée au parc national de La Réunion                 |
| RNN59  | Îles Lavezzi                 | Corse                      | 6 janvier 1982    | article 32 du décret du 23 septembre 1999             | intégrée à la RNC des Bouches de Bonifacio              |
| RNN80  | Saint-Quentin-en-Yvelines    | Île-de-France              | 14 mars 1986      | article 22 du décret no 2021-404 du 8 avril 2021      | intégrée à la RNN des étangs et rigoles d'Yveline       |
| RNN92  | Grand Cul-de-sac marin       | Guadeloupe                 | 23 novembre 1987  | article 28 du décret no 2009-614 du 3 juin 2009       | intégrée au parc national de la Guadeloupe              |
| RNN114 | Chalmessin                   | Grand Est                  | 2 septembre 1993  | article 30 du décret de création du PN des forêts     | intégrée au parc national de forêts le 31 décembre 2020 |
| RNN122 | Les Mannevilles              | Région Normandie           | 29 septembre 1994 | article 23 du décret no 2013-171 du 25 février 2013   | intégrée à la RNN du Marais vernier                     |
| RNN148 | Roche Écrite                 | La Réunion                 | 21 décembre 1999  | article 32 du décret no 2007-296 du 5 mars 2007       | intégrée au parc national de La Réunion                 |
| RNN156 | Archipel de Riou             | Provence-Alpes-Côte d'Azur | 22 août 2003      | article 36 du décret no 2012-507 du 1er novembre 2013 | intégrée au parc national des Calanques                 |